# Virginia Soler Alberola
Virginia Soler Alberola (Alcoy, 4 de marzo de 1883 - id., 3 de marzo de 1965) fue una médica pionera en el ejercicio de la profesión en la provincia de Alicante, España.

## Biografía
Era hija de Francisco Soler Jover, carpintero, y de Consuelo Alberola Planelles, ambos de Alcoy. Gracias a sus buenas notas pudo cursar bachillerato, siendo becada por el ayuntamiento en un Instituto de Alicante. Acabó en 1901, con notas excelentes. Mientras tanto había estudiado también francés.
Un documento del 7 de octubre de 1901 dirigido directamente al Ministro de Instrucción Pública concedía el permiso específico del padre para que pudiera cursar los estudios de Medicina. El permiso del padre o del marido era un trámite imprescindible en aquel entonces para que una mujer pudiera cursar estudios superiores. Hizo la carrera de Medicina en la Universidad de Barcelona donde tuvo como compañero al doctor Ignacio Barraquer y como profesores los médicos Rafael Rodríguez Méndez y Jaume Aiguadé Miró entre otros. Se licenció en octubre de 1908 con 14 matrículas de honor a lo largo de su licenciatura. En este tiempo participó en Barcelona en el 1r Congreso Internacional de Tuberculosis y escribió materiales divulgativos sobre higiene escolar y artículos en prensa.
De nuevo en Alcoy se inscribió en el Colegio Oficial de Médicos de Alicante siendo la primera mujer facultativa colegiada en Alicante y tal vez de toda la región valenciana. Abrió su propia clínica en la calle San Blas número 23 y se anunciaba como «Virginia Soler Alberola, médica» siendo conocida popularmente como «la médica».
Virginia, siendo soltera y de avanzada edad, residió en el Sanatorio San Jorge donde fue atendida de necesidad y además trabajó como médica en sus últimos años de vida. Falleció el 3 de marzo de 1965 en el mismo lugar a los 82 años.

## Reconocimientos
En 2023, la Semana del Modernismo en Alcoy estuvo dedicada a Virginia Soler Alberola.